# Norman Leto

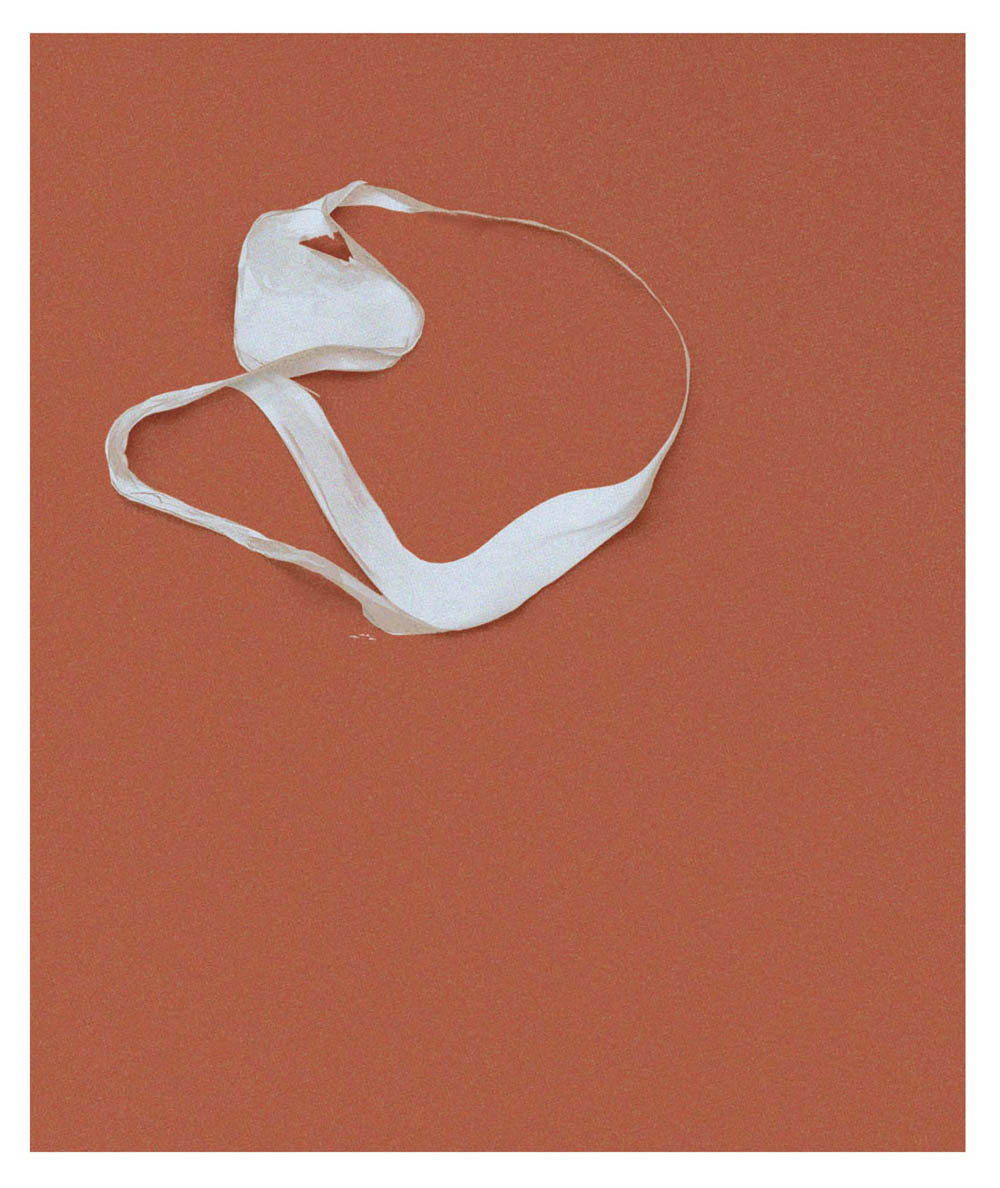
Norman Leto, Rekwizyt, 2006, Symulacja cyfrowa

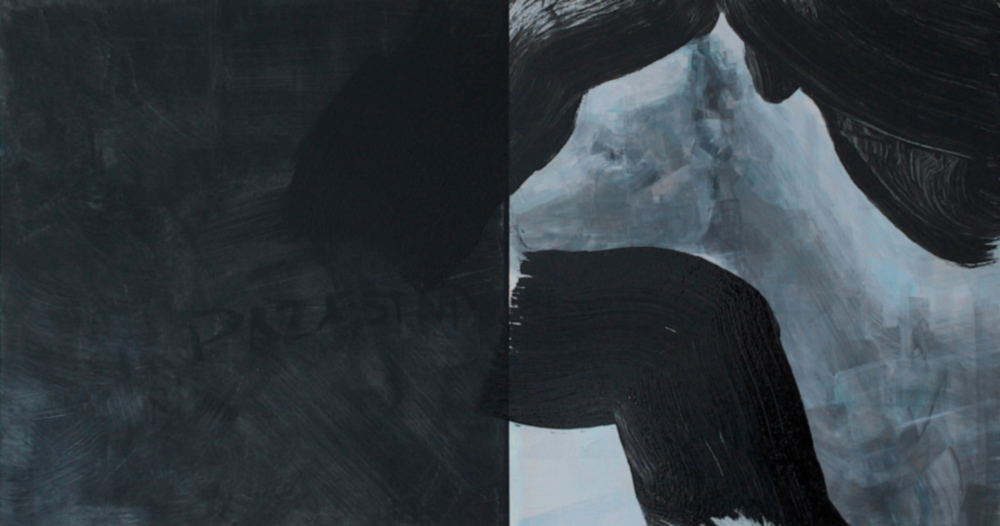
Praca Normana Leto

Norman Leto, właśc. Łukasz Banach (ur. 23 sierpnia 1980 w Bochni) – polski artysta i pisarz.

## Życiorys
Norman Leto urodzony w roku 1980 jako Łukasz Banach. Samouk w dziedzinie malarstwa, filmu i nowych mediów. W roku 1989, w wieku lat dziewięciu zaczął używać komputera Atari do pierwszych cyfrowych rysunków. W wieku lat czternastu (1994) zaczął tworzyć pierwsze krótkie video przy pomocy komputera Commodore Amiga. Rozwijał jednocześnie analogowe techniki rysunku i klasycznej animacji. W wieku dziewiętnastu lat (1999), na długo przed przyjęciem pseudonimu „Norman Leto”, zaprzyjaźnił się ze Zdzisławem Beksińskim. Znajomość ta, głównie korespondencyjna, pozwoliła poznać podstawy warsztatu malarskiego. Nigdy nie był formalnie edukowany w dziedzinach plastycznych, a edukację zakończył na poziomie liceum o profilu informatycznym; zrezygnował z egzaminu maturalnego.
Jego prace znajdują się w kolekcjach: CSW Zamku Ujazdowskiego, Muzeum Narodowego w Krakowie, Galerii Arsenał w Białymstoku, Fundacji Sztuki Polskiej ING, Muzeum Sztuki Współczesnej w Krakowie. Debiutancki, indywidualny pokaz prac Normana Leto miał miejsce w 2007 roku w Centrum Sztuki Współczesnej w Warszawie. Artysta przedstawił tam sekwencje wideo oraz cyfrowe symulacje zachowania tłumu (oparte na algorytmach sztucznej inteligencji). Wystawa nosiła nazwę „Negatywne aspekty nadmiernej wolności w wieku lat 26”. W tym samym roku został zaproszony do współpracy z reżyserem Krystianem Lupą nad sztuką teatralną „Factory Two”, do której Norman Leto przygotował sekwencje wideo wyświetlane podczas spektaklu.
W 2007 roku powstała pierwsza ważna praca wideo wykonana w technice 3d pt. Buttes Monteaux l, która została pokazana przez Normana Leto w krakowskiej Art Agendzie Nova. Wystawa zyskała szerokie zainteresowanie i pozytywne opinie krytyków. W tym samym roku prace artysty zostały pokazane podczas biennale młodej sztuki europejskiej Jeune Création Européene w Paryżu. Kuratorzy Stach Szabłowski i Marcin Krasny (Centrum Sztuki Współczesnej, Warszawa) zaprosili Leto do wzięcia udziału w wystawie „Establishment” i wystawienia swoich prac wideo i 3d wśród prac innych młodych artystów (m.in. Wojciech Bąkowski, Anna Molska, Tomasz Kowalski). Otwarcie wystawy miało miejsce w czerwcu 2008 roku w Centrum Sztuki Współczesnej w Warszawie. Praca „Buttes Monteaux I” została zakupiona i włączona na stałe do kolekcji CSW. W tym samym roku Leto zaprezentował swoje prace podczas grupowej wystawy „Perfect Summer” w nowojorskiej vertexlist gallery zajmującej się sztuką nowych mediów. Przedstawił tam wykreowaną cyfrowo własną przestrzeń wystawy wykonaną jednak na podstawie planów architektonicznych autentycznej przestrzeni wystawowej galerii vertexlist. W tym samym roku rozpoczął pracę nad książką Sailor – częściowo autobiograficzną powieścią, w niecodzienny sposób pokazującą rozwój indywidualnej jednostki na tle ewolucyjnego rozkwitu nowych mediów i technologii w sztuce, nie wyłączając gier video. Wydano pojedynczy, niepełny egzemplarz – prototyp książki; fragmenty tej książki zostały opublikowane w wybranych magazynach sztuki oraz na stronie internetowej autora. Zakończenie pracy nad powieścią przewiduje się na listopad 2010 roku.
Na przełomie 2008 i 2009 Norman Leto zajął 4 miejsce (na 200 wymienionych) w rankingu „Kompas Młodej Sztuki 2008” prowadzonym przez Rzeczpospolitą. W styczniu 2009 prace Leto zostały pokazane podczas wystawy Aesthetics of Violence (Museum of Art, Hajfa, Izrael). Do 25 maja 2009 roku w Gare Saint-Sauveur w Lille we Francji trwała zbiorowa wystawa czternastu młodych polskich artystów pt. „Serce to samotny myśliwy”, zrealizowana we współpracy z CSW w Warszawie. W czerwcu tego roku w Muzeum Narodowym w Krakowie odbył się pokaz instalacji wideo pt. „Buttes Monteaux III”.
Przełom 2009 i 2010 roku poświęcił na dokończenie powieści i stworzenie częściowo autobiograficznego filmu pod tytułem „SAILOR”, będącego luźną adaptacją książki. Film został zaprezentowany na 10. międzynarodowym festiwalu Era Nowe Horyzonty, brytyjski tygodnik Tribune określił go jako „najlepszy i najbardziej zaskakujący niezależny debiut festiwalu”.
Na przełomie 2010 i 2011 Leto był 2 (na 230) w rankingu młodych artystów „Kompas Młodej Sztuki 2010” prowadzonym przez Rzeczpospolitą.
Jego obrazy, podobnie jak filmy, naznaczone są cechami ekspresjonistycznymi i figuratywnymi, poruszają motywy społeczne, ale przede wszystkim wątki autobiograficzne. Leto stosuje symulacje komputerowe (zachowanie tłumu, symulacje fizyczne).
W 2012 roku, poza powstającymi seriami prac malarskich, Leto rozpoczął pracę nad drugim pełnym metrażem. W dużym skrócie, „Photon” ukazuje historię zjawiska życia od początku znanej nam historii. W rolę narratora i naukowca opowiadającego tę historię wcielił się Andrzej Chyra. Europejska premiera filmu miała miejsce w Kopenhadze na festiwalu CPH:DOX* w roku 2017. Premiera północnoamerykańska odbyła się na jednym z największych na świecie festiwali dokumentu HotDocs Toronto (2017). Polska premiera miała miejsce w sierpniu tego samego roku, na siedemnastej edycji festiwalu T-Mobile Nowe Horyzonty. Film znalazł się w konkursie głównym.
W styczniu 2017 roku autor, tworząc nową serię autobiograficznych obrazów, rozpoczął pracę nad kolejnym scenariuszem o roboczej nazwie „Pilot 9/11". Historia ukazuje wydarzenia z 11 września 2001 roku z perspektywy amerykańskich pilotów przechwytujących. W czerwcu 2017 roku Norman Leto pojawił się w wideoklipie „I Promise” grupy Radiohead.

## Wybrane wystawy zbiorowe
- 2009 – Zbiory. Międzynarodowa Kolekcja Centrum Sztuki Współczesnej, Warszawa; kurator Wojciech Krukowski
- 2009 – Streets & Other Interiors, lokal_30 at ZOO Art Fairs, London; kurator Agnieszka Rayzacher
- 2009 – We Would Like You To Know That We Are Not Them, lokal_30 at Royal Scottish Academy, Edinburgh, Scotland; kurator Agnieszka Rayzacher, Zuzanna Janin (lokal_30)
- 2009 – Serce to samotny myśliwy – Lille, Francja; kurator Stach Szabłowski
- 2009 – Power Games – Haifa Museum of Art, Haifa, Izrael; kurator Tami Katz
- 2008 – Establishment, wystawa zbiorowa, Centrum Sztuki Współczesnej Zamek Ujazdowski, Warszawa; kurator Stach Szabłowski
- 2008 – Perfect Summer, New Media Artists, gallery vertexlist, Nowy Jork, USA
- 2007 – biennale młodej sztuki europejskiej jeune création européene, Paryż, Francja

## Wybrane wystawy i pokazy indywidualne
- 2017 – CPH:DOX*, Kopenhaga, Dania (premiera światowa i europejska)
- 2017 – HotDocs, Toronto, Kanada (premiera północno-amerykańska)
- 2017 – T-Mobile Nowe Horyzonty, Wrocław, Polska (premiera polska)
- 2017 – Open City IFF, Londyn, Wielka Brytania
- 2017 – Gdynia IFF, Gdynia, Polska
- 2017 – Sydney Antenna IFF, Sydney, Australia

- 2013 – Kujon, Galeria Kolonie, Warszawa.
- 2010 – „SAILOR”, premiera filmu, 10ty międzynarodowy festiwal filmowy Era Nowe Horyzonty
- 2009 – Buttes Monteaux 3, Muzeum Narodowe w Krakowie, Kraków
- 2008 – Sprzedam połowę bliźniaka; Galeria Miejska Arsenał w Poznaniu, górna przestrzeń, kurator M. Lasota
- 2007 – Buttes Monteaux 1, art agenda nova, Kraków
- 2007 – Negatywne aspekty nadmiernej wolności w wieku lat 26. Centrum Sztuki Współczesnej Zamek Ujazdowski, Warszawa.

## Wybrane publikacje
- 2009 – Norman Leto; Jakub Banasiak; Exklusiv #74; marzec 2009; s. 36–37
- 2008 – Dziesiątka najwyżej ocenionych ; Kama Zborowska, Piotr Cegłowski ; Rzeczpospolita nr 300, s. D4-5
- 2008 – Każdy mistrz najpierw dobrze się zapowiadał; Rzeczpospolita nr 295, 2008 s. D2-6
- 2008 – Establishment; Książka z okazji wystawy Establishment
- 2008 – Norman Leto: Warto puścić kierownicę, Stach Szabłowski; Kultura magazine
- 2008 – Trzy razy z Normanem; Ewa Wojtowicz; Exklusiv #49 2008; s. 46–49;
- 2008 – Norman Leto: Odklejenie; Karolina Żaba; artPapier (97) 2008
- 2008 – 6657 km/h; Norman Leto rozmawia z Rolandem Noelem – wywiady nieautoryzowane; normanleto.com; sierpień 2008
- 2008 – Norman Leto jako Chuck Yeager: “Nie chce mi się dłużej czekać”, Bogna Swiątkowska, Notes magazine (43) 2008; s. 74–85

## Filmografia
- 2017: „Photon”, 107 min. IMDB: http://www.imdb.com/title/tt4119208/ Filmweb: http://www.filmweb.pl/film/Photon-2017-738846
- 2010 – SAILOR, film pełnometrażowy (~101 min, DVD, BLU-RAY)
- 2009 – Buttes Monteaux III (~25 min, DVD, BLU-RAY)
- 2008-2009 Krystian Lupa: Fabryka (dokument) (~120min, kolor, DV)° – w trakcie realizacji
- 2007 – Buttes Monteaux I (~10 min, DVD)
- 2006 – Projekt Poduszki powietrznej dla ukochanej osoby (Airbag for my love) (~5 min, cz/b, DV, symulacja fizyczna)
- 2006 – Portrety (~5 min, cz/b, DV, symulacja fizyczna)
- 2006 – Resistenza (~50 min, kolor, DV)
- 2006 – Kochanek Szkoły 1994, School Lover 94 (~5 min, kolor, DV)
- 2005 – Media Documentary (~20 min, kolor,DV)
- 2005 – Umieraj, młody geniuszu (Young genius) (~1 min, cz/b, DV), Muzyka: Norman Leto
- 2003 – Tyle w Tobie Chemii (You Are so drugfilled) (~15 min, cz/b, DV)

## Wybrane nagrody
- 2019: Nagroda im. Andrzeja Munka - wyróżnienie za Photon
- 2018: Paszport Polityki za rok 2017 w kategorii sztuki wizualne za Photon
- 2018: Grand Prix Koszalińskiego Festiwalu Debiutów Filmowych „Młodzi i Film” za Photon
- 2017: Nagroda Publiczności Międzynarodowego Festiwalu Filmowego Nowe Horyzonty we Wrocławiu za Photon
- 2017: Nagroda konkursu „Inne spojrzenie” na Festiwalu Polskich Filmów Fabularnych w Gdyni za Photon